# Archaeopone kzylzharica
Archaeopone kzylzharica (лат.) — вид вымерших муравьев рода Archaeopone. Точное систематическое положение рода внутри семейства остается неясным. Обнаружен в меловых отложениях Казахстана (Кзыл-Жар), датированных туронским ярусом (около 90 млн лет).

## Описание
Среднего размера ископаемые муравьи, длина тела самца около 10 мм (сохранился только отпечаток груди, стебелька и брюшка). Стебелёк петиоль примерно равной длины и ширины (его длина 0,4 мм), длина груди 2,6 мм.

## Систематика и этимология
Вид Archaeopone kzylzharica был впервые описан в 1975 году российским мирмекологом Г. М. Длусским (МГУ, Москва). Родовое название образовано из сочетания слов архео- (др.-греч. ἀρχαῖος, «древний») и -pone (от Ponera, примитивный род муравьёв). Включён в состав рода Archaeopone Dlussky 1975 вместе с видом Archaeopone taylori  Dlussky, 1983. Таксон Archaeopone сходен с родами Orapia, Poneropterus и Pseudarmania.